# Business unit
Een business unit is een onderdeel van een bedrijf dat in het algemeen gegroepeerd is rondom een bepaalde activiteit, productgroep of technologie.
Benamingen als divisie, (hoofd)afdeling en (hoofd)industriegroep zijn of waren ook wel in zwang. De business unit heeft in het algemeen een grotere mate van zelfstandigheid en moet als zodanig winst maken.
Vaak is het plaatsen van een bedrijfsactiviteit in een business unit een eerste stap op weg naar verzelfstandiging van deze activiteit.